# Tillandsia delicata
Tillandsia delicata är en gräsväxtart som beskrevs av Renate Ehlers. Tillandsia delicata ingår i släktet Tillandsia och familjen Bromeliaceae. Inga underarter finns listade i Catalogue of Life.

## Bildgalleri

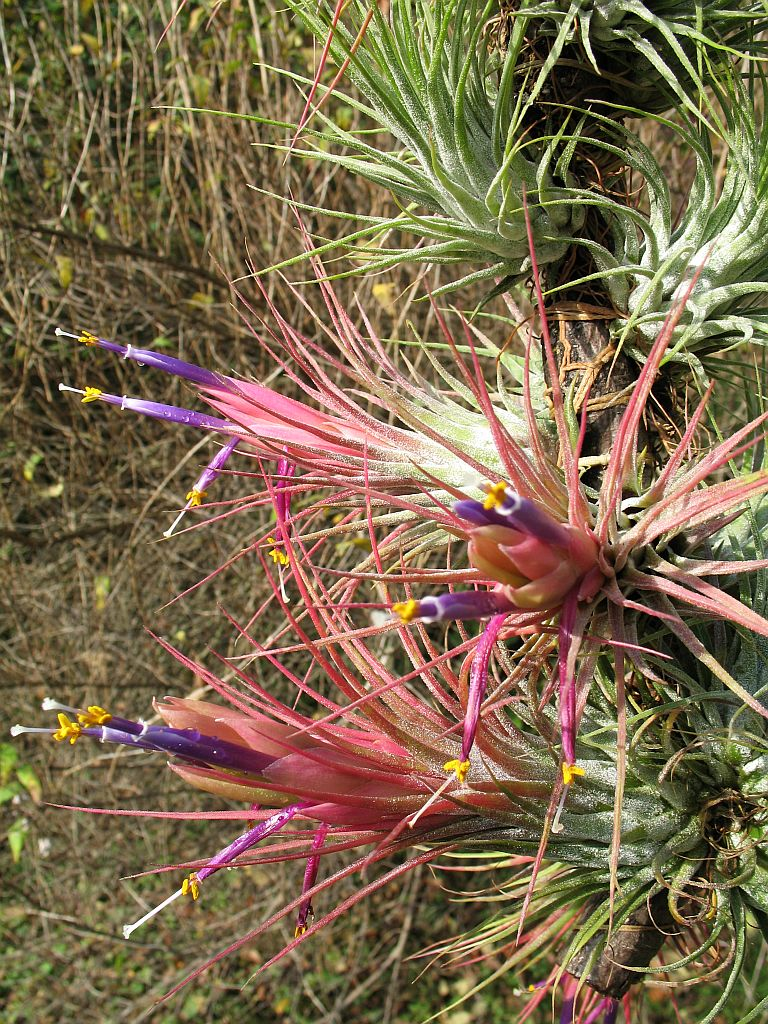
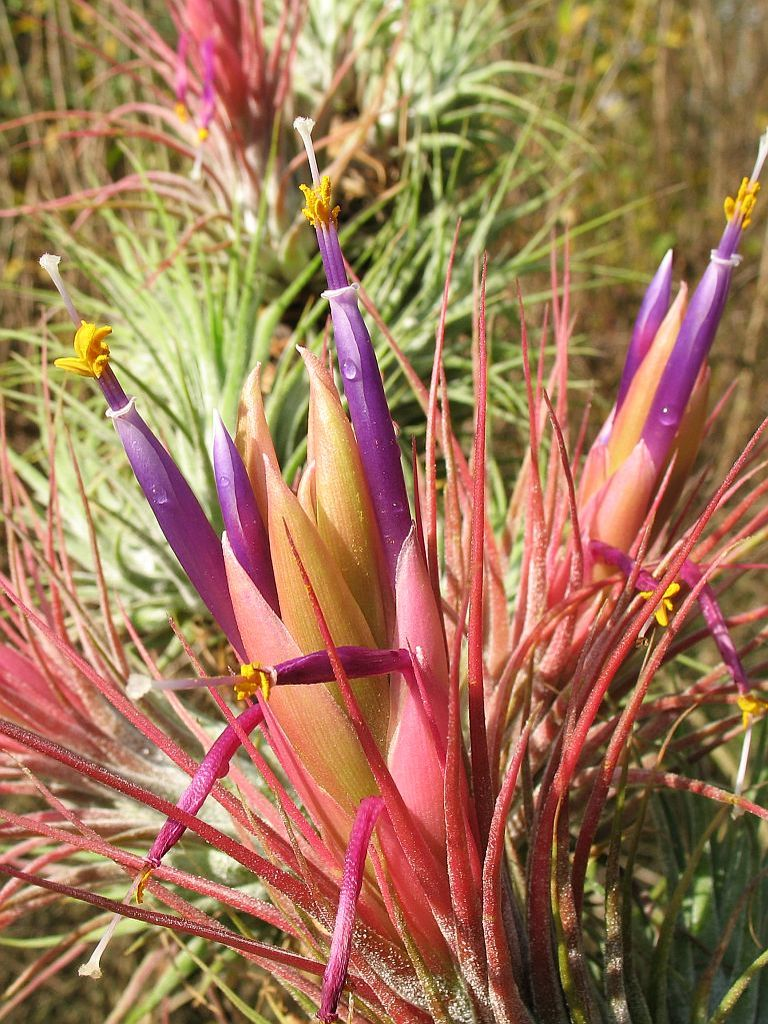
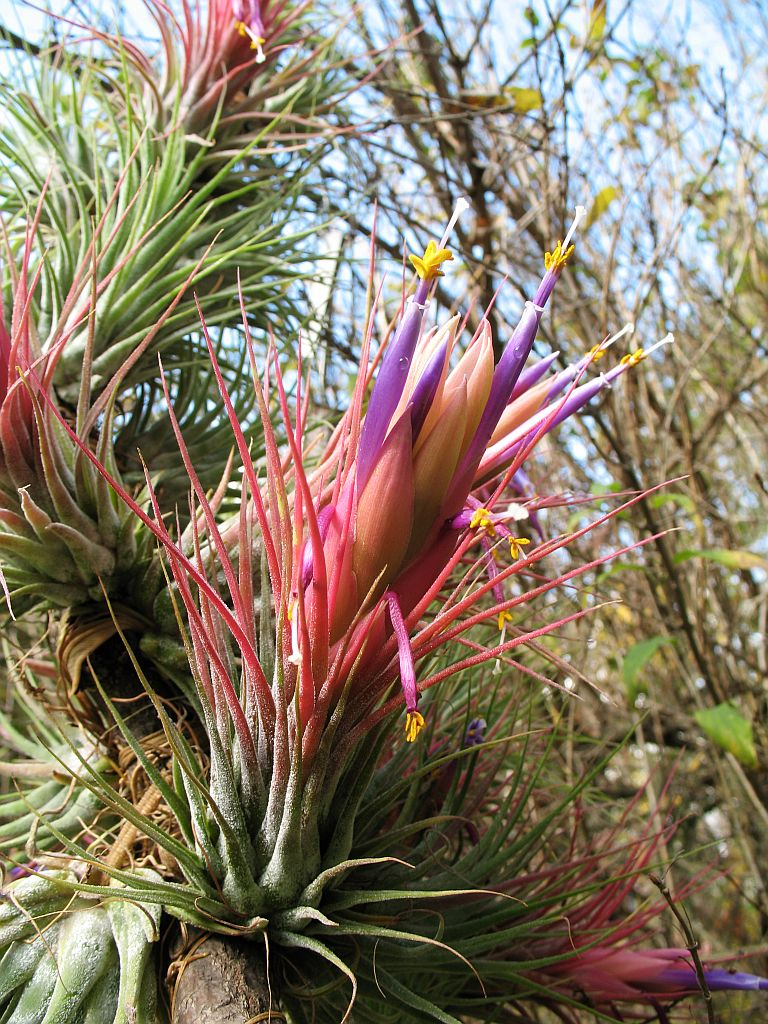